# 동발쉬르뫼르트역

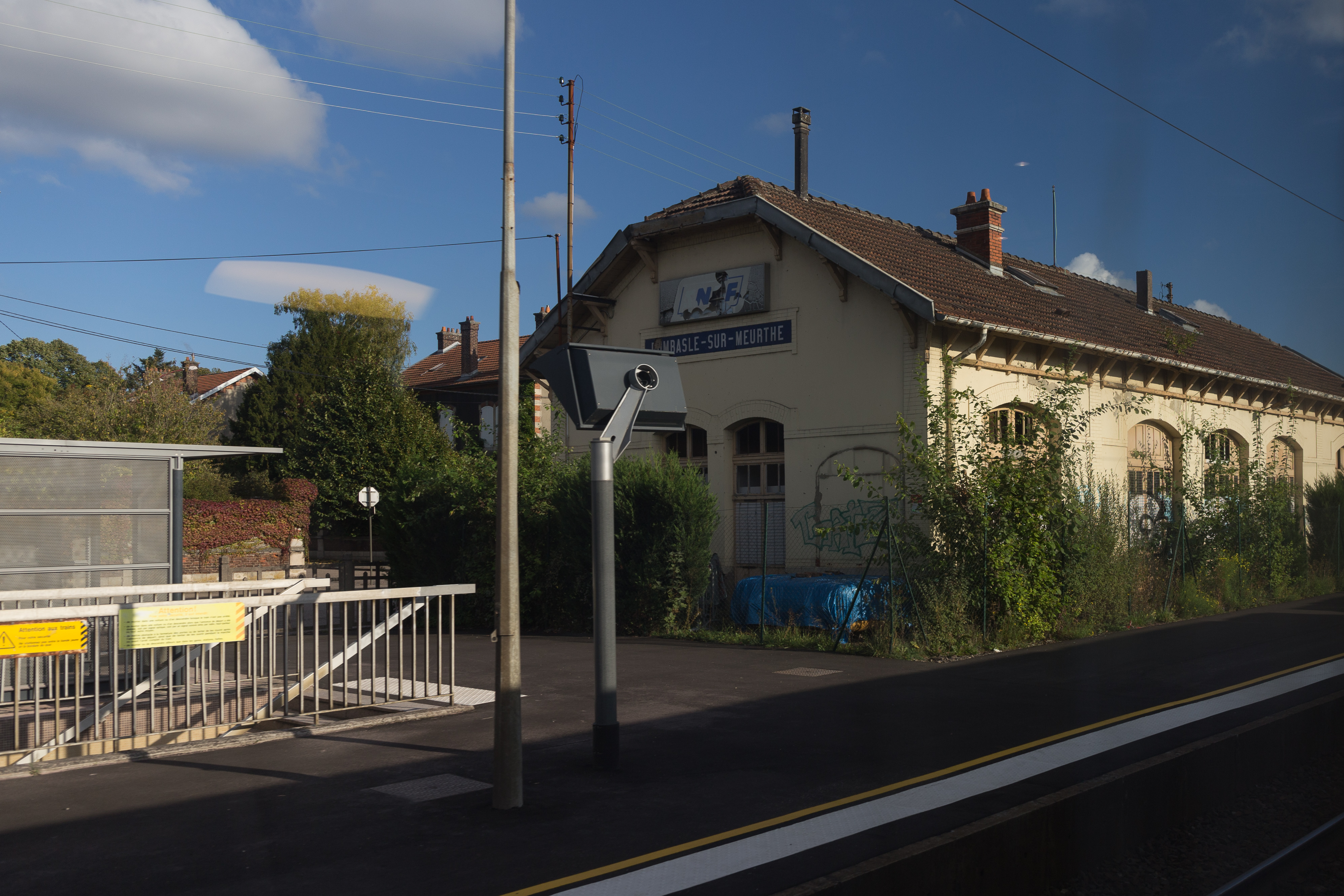

동발쉬르뫼르트역(Gare de Dombasle-sur-Meurthe)은 프랑스 뫼르트에모젤주의 동발쉬르뫼르트(fr)에 있는 역이다.
낭시를 중심으로 하는 로렌 지역 TER(fr)에 속한 역으로, 무인역이며 역사는 폐쇄되어 있다.

## 운행 계통
TER 로렌
- 4호선 : 낭시 - 에피날(fr) - 르미르몽(fr)
- 11호선 : 낭시 - 생디에데보주(fr)
- 12호선 : 낭시 - 뤼네빌(fr)
- 23호선 : 낭시 - 사르부르(fr) - 스트라스부르